# ميلن دي سان جليه
ميلن دي سان جليه (بالفرنسية: Mellin de Saint-Gelais)‏ شاعر فرنسي، وُلد في أنغوليم بفرنسا عام 1491. ينتمي دي سان جليه لعصر النهضة. اشتهر بكتابته للقصائد في المناسبات، حيث كان شاعر البلاط للملك فرانسوا الأول ملك فرنسا. كان ميلن دي سان جليه الفضل في دخول السونيته إلى فرنسا في القرن السادس عشر، برفقة كليمان مارو الذي أدخل عليها بعض التعديلات. وتُوفي في باريس في أكتوبر عام 1558.

## وصلات خارجية
- ميلن دي سان جليه على موقع ميوزك برينز (الإنجليزية)
- ميلن دي سان جليه على موقع ديسكوغز (الإنجليزية)